# Rueda de la Sierra
Rueda de la Sierra és un municipi a la província de Guadalajara, comunitat autònoma de Castella-La Manxa. Té una superfície de 51,01 km² amb una població de 50 habitants i una densitat de 0,98 hab / km². A Roda de la Serra té lloc el naixement del riu Pedra que dona nom al Monestir de Pedra. El 1830 neix a la localitat el seu fill més il·lustre, Narcís Martínez Izquierdo, bisbe de Salamanca i primer bisbe de Madrid-Alcalá.

## Demografia
| 1991 | 1996 | 2001 | 2004 | 2007 |
| ---- | ---- | ---- | ---- | ---- |
| 85   | 76   | 69   | 58   | 46   |

## Patrimoni
L'església amb arquitectura romànica del segle xii, l'ermita de la Soledat i la de Santa Bàrbara, el monòlit en memòria al bisbe Narcís Martínez, l'edifici de l'ajuntament, el Pairon de Nostra Senyora de les Neus i el de la Verge del Pilar, la casa dels Vallejo i les dues fonts públiques.